# معنی النکبه
معنی النکبه (عربی: معنی النکبة) کتابی است به قلم کنستانتین زریق که به انگلیسی با نام «معنای فاجعه»(به انگلیسی: the Meaning of the Catastrophe) ترجمه شده و در سال ۱۹۴۸ توسط دار العلم للملایین در بیروت چاپ شده‌است. این کتاب پارامترهای مفهومی موضوع فلسطین که زریق آن را فاجعه (نکبت) می‌نامد را برای توصیف شکست فلسطینیان و اعراب در جنگ ۱۹۴۸ تعریف می‌کند. این اولین اثر از میان بسیاری از آثار روشنفکران عرب بود که دلایل النکبه را تحلیل کرد. بسیاری ادعا کرده‌اند که نوشتن این کتاب به شجاعت زیادی نیاز داشت، زیرا آزادی فکری در آن زمان امری چالش‌برانگیز بود.

## تاریخ
این کتاب در دوران آتش‌بس جنگ فلسطین در سال ۱۹۴۸ نوشته شد و تابستان همان سال به فروش رسید و در اکتبر همان سال به دلیل تقاضای بسیار دوباره چاپ شد. زریق یکی از اولین کسانی بود که تحولات جنگ را توصیف کرد و اصطلاح نکبت(به عربی: النكبة) را به کار برد.

## خلاصه
این کتاب طرح کلی جنگ ۱۹۴۸ و اخراج صدها هزار عرب در فلسطین را ترسیم می‌کند که مجبور به فرار از خانه‌های خود شدند. زریق در ادامه به تاریخچه‌ای از وقایعی که منجر به شکست جنگ ۱۹۴۸ شد و پیامدهای بزرگ‌تر آن برای ناسیونالیسم عرب می‌پردازد و بیان می‌کند که هفت ملت عرب در وظیفه‌ای که برای «سرکوب صهیونیسم» داشتند ناکام ماندند و «بخش قابل توجهی از سرزمین فلسطین» را از دست دادند. وی صهیونیسم را دشمنی مصمم و با نفوذ توصیف می‌کند که به دقت برای مبارزه طولانی آماده شده‌است و ادعا می‌کند که صهیونیست‌ها دارای توانایی‌های علمی و مالی قابل توجهی با پشتیبانی‌های‌های بین‌المللی متعدد هستند.
زریق به بحث دربارهٔ علل فاجعه می‌پردازد و ثابت می‌کند که ملت‌های عرب مسئول عدم آمادگی خود برای نبرد، عدم هماهنگی آنها و دست کم گرفتن قدرت دشمن خود هستند. او در ادامه به لزوم پذیرش مسئولیت شکست و درس گرفتن از اشتباهات اشاره می‌کند و هشدار می‌دهد که نباید یهودیان، انگلیسی‌ها، آمریکایی‌ها، روس‌ها یا سازمان ملل را مقصر دانست. این کتاب حاوی چندین ملاحظه از سوی نویسنده است که زریق هشدار می‌دهد اگر به دلایل جنگ توجه نشود، ممکن است به فاجعه بزرگتری منجر شود.

## ترجمه
ریچارد بیلی ویندر آن را با عنوان «معنی فاجعه» ترجمه کرد که در سال ۱۹۵۶ در بیروت (توسط انتشارات خیاط) منتشر شد.